# Ernst Friedlaender (Publizist)
Ernst Friedlaender (* 4. Februar 1895 in Wiesbaden; † 13. Januar 1973 in Köln) war ein deutscher Publizist. Er publizierte auch unter dem Pseudonym Ernst Ferger.

## Leben
Friedlaender studierte Philosophie an den Universitäten von Tübingen, Leipzig, Berlin, Bonn und Köln. Im Ersten Weltkrieg war Friedlaender Soldat.
Von 1929 bis 1931 war Friedlaender Ko-Direktor der I.G.-Farben-Tochter Agfa in den USA, emigrierte 1931 mit seiner Familie in die Schweiz und war von 1934 bis 1945 wohnhaft in Liechtenstein. Von Oktober 1946 bis Juli 1950 war er stellvertretender Chefredakteur der Zeit. Politisch setzte sich Friedlaender vor allem für die europäische Integration ein. Im Mai 1954 wurde er Vizepräsident des Deutschen Rates der Europäischen Bewegung, als deren Präsident er dann von September 1954 bis 1958 fungierte.
Mit Friedlaender stand einer der bekanntesten deutschen Journalisten an der Spitze des Deutschen Rates, der europapolitisch aber stärker auf den Kurs der Westintegration Adenauers setzte als sein Vorgänger im Amt Eugen Kogon. Von 1954 bis 1957 war Friedlaender zudem Präsident der Europa-Union Deutschland. Er vertrat dabei den „pragmatischen überparteilichen Kurs“ des in der damaligen Bundesrepublik einflussreichen Europa-Verbandes.
Ernst Friedlaender war mit der Ärztin Franziska Schulz verheiratet. Friedländers Tochter war die SPD-Politikerin Katharina Focke, sein Sohn der Geschäftsführer Ernst Friedlaender, der 1927 geboren wurde.

## Veröffentlichungen (Auswahl)
- An die deutsche Jugend. Fünf Reden. Claassen & Goverts, Hamburg 1947.
- Frieden und Abendland. Vaduz 1940.
- Von der inneren Not. Claassen & Goverts, Hamburg 1947.
- Das Wesen des Friedens. 1945.